# Zuzana Paulini
Zuzana Paulini (* 1979 in Bratislava) ist eine slowakische Maskenbildnerin und Animationskünstlerin.

## Leben
Zuzana Paulini übernahm gemeinsam mit ihren beiden Landsmännern Rastislav Blažek und Peter Čermák bei dem Film Socialistický Zombie Mord, der auch unter dem internationalen Titel Socialist Zombie Massacre bekannt ist, die Regie und das Drehbuch. Der Film wurde unter anderem beim Filmfestival Cottbus gezeigt. In der Folge spezialisierte sich Zuzana Paulini auf die Maskenbildnerei. Bei den 2017 veröffentlichten Filmen Únos, Spína und Ciara übte sie die Tätigkeit der Maskenbildnerin aus. Für ihre Leistungen in den Filmen wurde sie 2018 in der Kategorie Nejljepsí masky (deutsch: „beste Masken“) mit dem slowakischen Filmpreis Slnko v sieti ausgezeichnet. Im darauffolgenden Jahr konnte sie die Auszeichnung durch ihre Leistungen in dem Film Hovory s TGM verteidigen. Auch im Jahr 2020 war sie für ihre Arbeiten für den Film Tebunie sviesa in dieser Kategorie nominiert, gewählt wurde jedoch Helena Steidlová.